# Habitatge de les Arenes-1 (Castellar del Vallès)
L'Habitatge de les Arenes és una obra del municipi de Castellar del Vallès (Vallès Occidental) inclosa en l'Inventari del Patrimoni Arquitectònic de Catalunya, juntament amb altres dues situades en l'indret de "Les Arenes", apartat del centre del municipi.

## Descripció
Habitatge situat en la zona d'estiueig de les Arenes, als afores del poble i prop dels marges del riu Ripoll. Donat el desnivell del terreny, l'edifici presenta a la façana principal dos cossos, planta i golfes. A la façana posterior el soterrani adquireix les funcions de la planta. L'ornamentació de l'edifici segueix els paràmetres modernistes amb inclusió d'elements gòtics.
La façana principal presenta una distribució simètrica destacant l'acabament de la mateixa que segueix una organització esglaonada amb formes arrodonides als cantons, aquesta es ressegueix amb una petita cornisa feta amb maó vist. Destaca també l'òcul central, que correspon a la zona de les golfes, el qual s'inscriu en un rombe i està decorat amb elements vegetals.
Adossats a la façana, i en l'espai que resta entre la porta i les finestres, s'han disposat dos bancs d'obra amb el respatller que mostra un perfil de formes ondulants. La part posterior de la façana segueix la mateixa decoració excepte a la zona del pis en la que destaca un seguit de finestrals en els quals s'utilitza l'arc ogival.